# La quinta marcha
La quinta marcha fue un programa musical emitido en la mañana de los domingos por Telecinco entre 1990 y 1993.

## Formato
Nacido pocos meses después del comienzo de las emisiones de la cadena Telecinco, el programa rompía moldes con respecto a los espacios musicales de la televisión en España. Se trataba de un programa desenfadado, en línea con la imagen de la nueva cadena en aquel momento, muy enfocado al público adolescente. La quinta marcha es uno de los programas musicales más recordados de Telecinco.
En el programa, que contaba con la presencia de público en el plató, se combinaban actuaciones musicales con videoclips, entrevistas a personajes famosos, juegos, concursos y reportajes sobre temas de interés para los jóvenes.

## Presentadores
La fórmula pensada para la presentación fue la de cuatro jóvenes  -dos chicos y dos chicas - que pudiesen conectar fácilmente con el público al que iba dirigido el espacio. El cuarteto inicial fueron  Jesús Vázquez, Inma Brunton, Penélope Cruz y Luis Alberto Sánchez. Más tarde entra como quinto presentador Kike Supermix (asesor musical de Telecinco en aquel entonces) que fue el último en abandonar el programa. 
Se trató de la primera experiencia ante las cámaras de Penélope Cruz (quien previamente sólo había aparecido como protagonista en el video musical de La fuerza del destino de Mecano). También supuso el debut del presentador Jesús Vázquez. Tras unos meses desde el inicio del programa Cruz lo abandonó para dedicarse de lleno al cine. Su sustituta fue la también debutante Natalia Estrada, quien años más tarde se convertiría en estrella de la televisión italiana. Otra de las aspirantes a presentadora fue Belén Rueda pero no consiguió el puesto.
Otros presentadores del programa fueron los famosos dobles de la serie de televisión Sensación de Vivir Almudena Miranda, Antonio Sánchez (actualmente presentador de NBA en Cuatro) y Juan Pedro Massé, entre otros. Y entre los colaboradores que integraron la plantilla fueron Monica Estarreado, Mónica Martínez o Carlos Castel en donde salían bailando al son de la música del programa.
Jesús Vázquez, abandono el programa para dedicarse al programa Hablando se entiende la basca. Natalia Estrada se trasladó a Italia con Kike Supermix para presentar el programa Bellezas al Agua y el resto de presentadores dejaron el programa para dedicarse a otros trabajos.
En julio de 1991 el director del programa Giorgio Aresu acusó de plagio a TVE por el programa musical Ponte las pilas presentado por Arancha de Benito con un esquema muy similar al de La quinta marcha.

## Nominaciones
- Jesús Vázquez estuvo nominado como Mejor presentador al premio TP de Oro, por su labor al frente del programa.